# The Celestial Hawk
The Celestial Hawk från 1980 är ett album med samtida konstmusik skriven av Keith Jarrett. Albumet är inspelat på Carnegie Hall i New York i mars 1980.

## Låtlista
Alla musik är skriven av Keith Jarrett.
1. First Movement – 18:15
2. Second Movement – 7:06
3. Third Movement - 14:33

## Medverkande
- Keith Jarrett – piano
- Syracuse Symphony Orchestra under ledning av Christopher Keene